# Mariarosa Vigliani
Mariarosa Vigliani (1945) è un'ex sciatrice alpina italiana.

## Biografia
Specialista delle prove tecniche, Mariarosa Vigliani vinse la medaglia di bronzo nello slalom speciale ai Campionati italiani 1965, ma non competé in campo internazionale; non prese parte a rassegne olimpiche o iridate e gareggiò almeno fino al 1966.

## Palmarès

### Campionati italiani
- 1 medaglia[1]:
  - 1 bronzo (slalom speciale nel 1965)